# Ashcharya Peiris
Nayana Ashcharya Peiris Jayakody (em cingalês:  නයන අෂ්චර්යා පීරීස් ජයකොඩි) também conhecida como Ashcharya Peiris, é uma designer de moda cega do Sri Lanka e palestrante motivacional. Ela é a primeira estilista com deficiência visual do país e trabalha para a grife Christina Glory. Ela perdeu a visão na explosão de um atentado terrorista por homem-bomba, em 2000. Ela é considerada uma proeminente mulher com deficiência em seu país. Ela foi a única mulher do Sri Lanka incluída na lista da BBC de 100 mulheres inspiradoras e influentes de todo o mundo em 2019.

## Carreira
Depois de completar sua educação primária no Devi Balika Vidyalaya, em Colombo, capital do Sri Lanka, Nayana Peiris obteve o diploma em língua inglesa pela Universidade de Warwick, no Reino Unido. Após sua graduação, ela trabalhou como bancária no HSBC Bank (Hong Kong & Shanghai Business Corporation).
A vida de Nayana Peiris mudou drasticamente depois de se tornar vítima de uma explosão de bomba suicida em março de 2000, em Rajagiriya (subúrbio de Colombo), quando ela estava a caminho de casa do banco enquanto dirigia o carro. O atentado foi reivindicado pelo LTTE, uma organização política armada que articula uma violenta campanha secessionista, em prol da criação de um Estado independente para o povo Tamil, no nordeste da ilha do Sri Lanka, Estado denominado por eles como Tamil Eelam. Nayana Peiris sobreviveu por pouco à explosão. Ela perdeu a visão, enquanto outras 21 pessoas morreram e 47 ficaram feridas.
Em 2016, Nayana Peiris mudou sua carreira e começou a trabalhar como designer de moda, fundando a grife Christina Glory. A marca também participou da Ceylon Fashion Week. Ela entrou no concurso UP and Coming Fashion Designer do Sri Lanka em 2014, onde foi uma das finalistas.
Ela trabalha como voluntária para ajudar o Exército do Sri Lanka por meio da Arya Foundation. Ela dá palestras motivacionais e palestras para mulheres jovens, crianças e pessoas com deficiência.

## Reconhecimentos
2014 - Finalista do concurso UP and Coming Fashion Designer do Sri Lanka.
2017 - Lista das 10 mulheres mais notáveis do Sri Lanka, da Independent Television Network, coincidindo com o Dia Internacional da Mulher.
2019 - Lista das 100 Mulheres mais inspiradoras do ano, da BBC.